# Икан (городище)
Икан (каз. Иқан) — средневековое городище близ современного города Туркестан в Казахстане.
В письменных источниках впервые упоминается в сочинении Хафиза Таныша ал-Бухари «Абдулла-наме». Согласно повествованию, бухарский хан Абдулла II останавливался в Икане в 1582 году во время похода против правителя Туркестана Баба-султана.
Русский историк и краевед XVIII века Пётр Рычков в труде «Топография Оренбургская» указывает, что в Икане было около 300 домов, а жители поселения занимались земледелием.
Городище состоит из двух частей, расположенных на некотором удалении друг от друга.
Первая часть располагается на трапециевидном в плане холме высотой 6-7 м. Городище занимает территорию размерами 300×225 м, углы которой ориентированы примерно по сторонам света. Развалины строений датируются X—XV вв. В юго-восточной части расположены руины цитадели размерами 50×50 м. Городские ворота находились с северо-западной стороны.
Вторая часть представляет в плане треугольник длиной 180 м и наибольшей шириной 110 м. В центре располагалась цитадель площадью 40×40 м, окружённая стеной с башнями.
В исследованиях 1951 года таких ученых как: Г.И.Пацевича и Е.И.Агеевой сохранился план и топосъемка городища до того, как оно было разрушено. В 1994 году городище было включено в свод памятников, под названием "Летописи историко-культурных памятников Казахстана" по Южно-Казахстанской области под номером №631, который также вошел в список охраняемых объектов государством. 